# Horisme lucillata
Horisme lucillata är en fjärilsart som beskrevs av Achille Guenée 1858. Horisme lucillata ingår i släktet Horisme och familjen mätare. Inga underarter finns listade i Catalogue of Life.